# Neuville-Saint-Amand
Neuville-Saint-Amand è un comune francese di 886 abitanti situato nel dipartimento dell'Aisne della regione dell'Alta Francia.

## Società

### Evoluzione demografica
Abitanti censiti

## Monumenti
- La Chiesa di Saint-Amand di Neuville-Saint-Amand
- Monumento del 1870
- Monumento ai Caduti, a memoria delle guerre del 1914-18 e del 1939-45
- Il castello, attualmente un hôtel-restaurant.

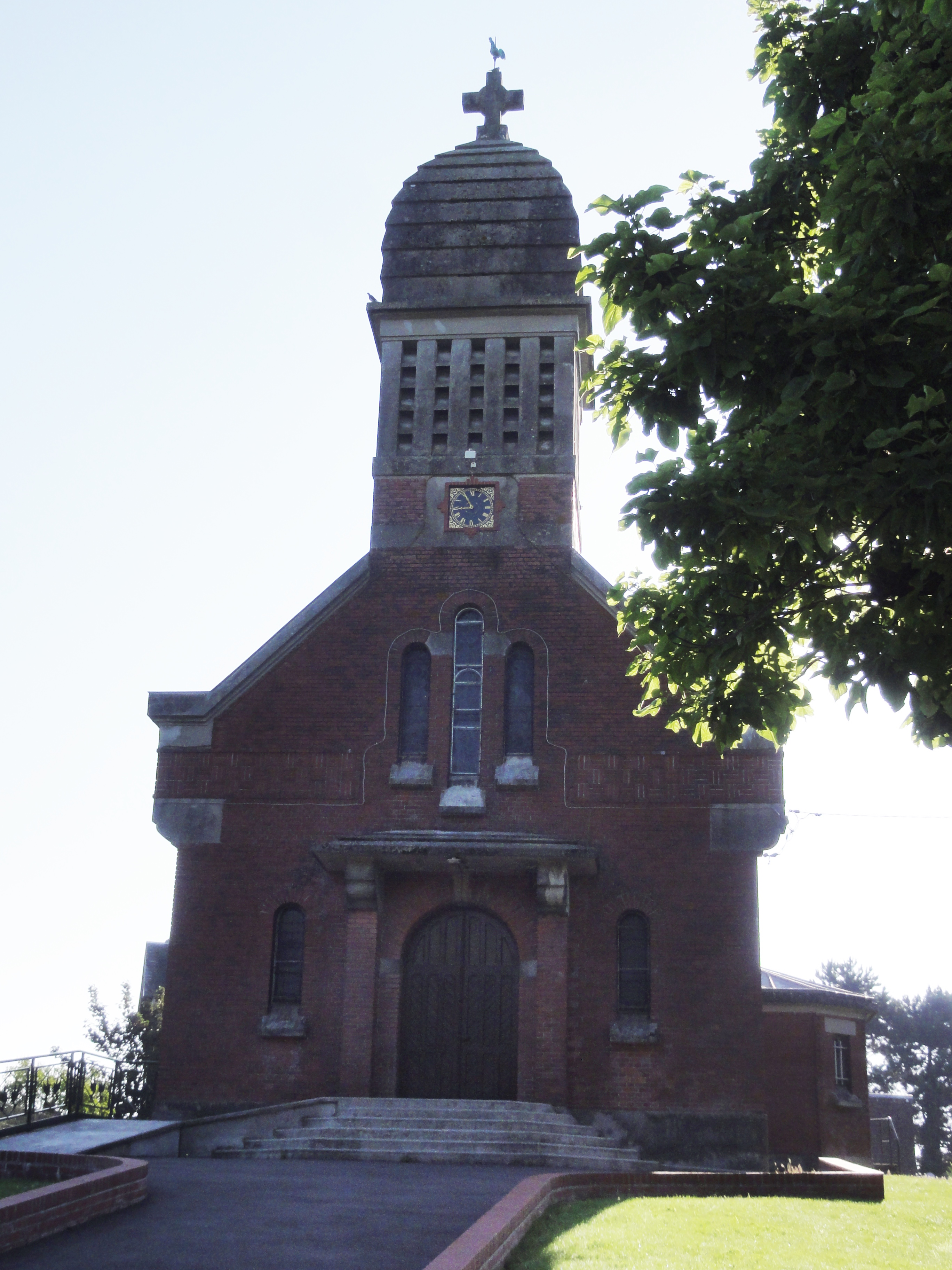
La chiesa di Saint-Amand
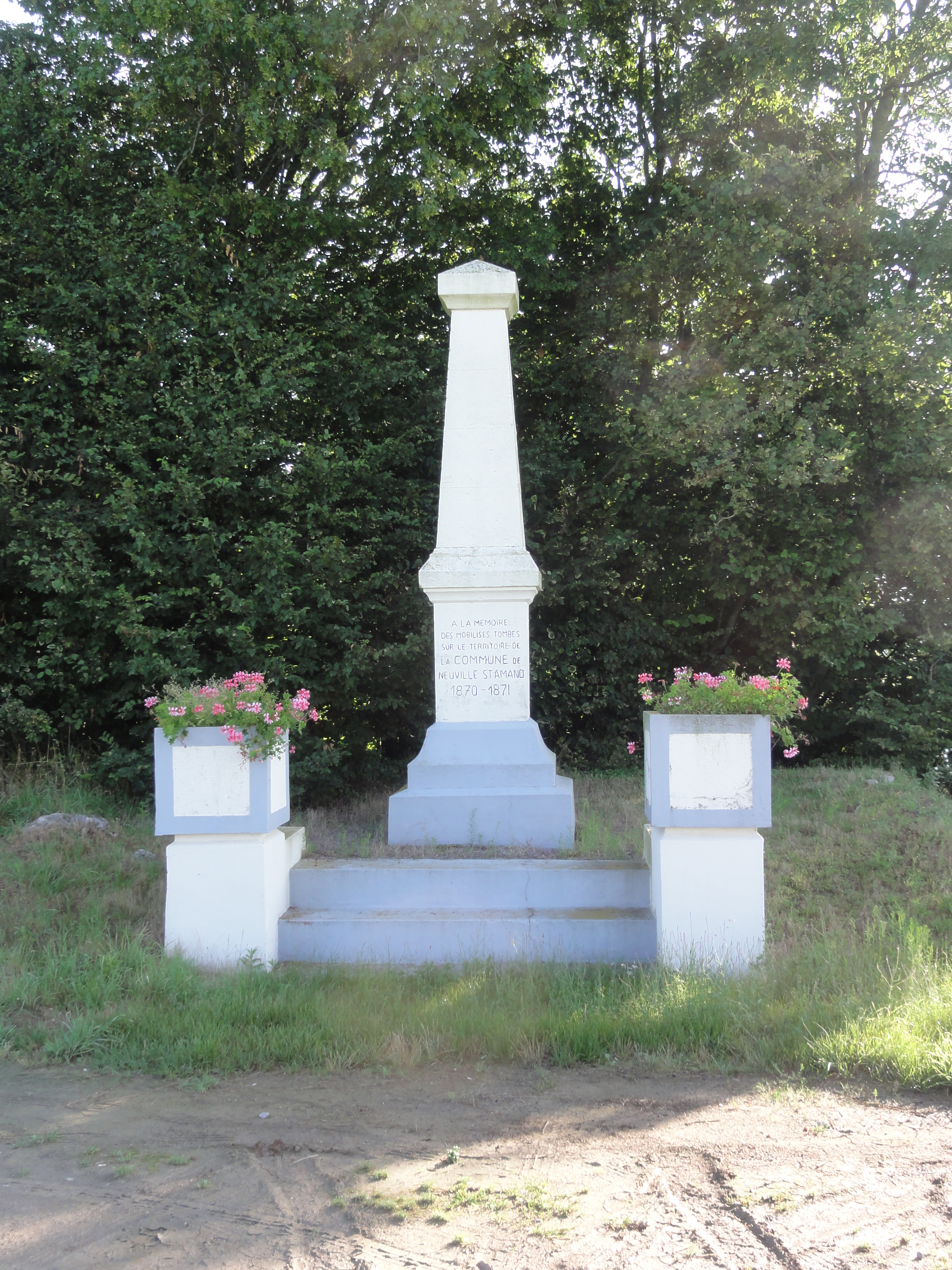
Il monumento del 1870
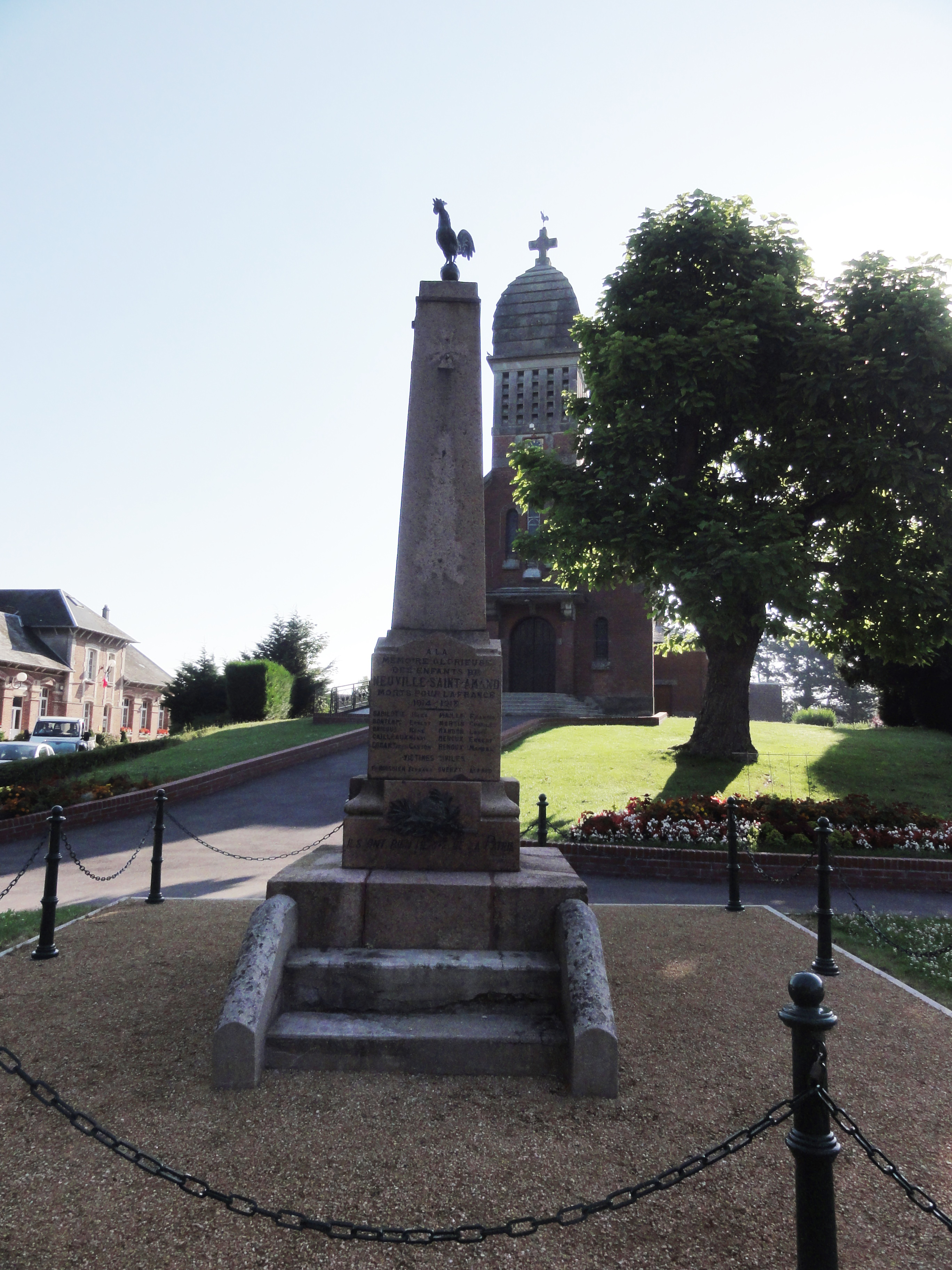
Il monumento ai Caduti